# Joan Torres i Oliva
Joan Torres i Oliva (Sallent, Bages, 1674 - 16 d'octubre de 1754) fou un sacerdot i biògraf. Era oncle carnal de Melcior Torres i Sola que va educar a l'arquebisbe de Palmira Fèlix Amat en els seus primers anys.
Sent ja sacerdot va passar a París amb el Sr. Bastero i el 20 d'agost de 1717 avisà a la casa de Sallent que marxava a Roma amb el bisbe portuguès de la Guarda. Arribà a Roma al desembre i essent elegit després com a institutor i mestre de llengües dels fills del conestable Colonna del qual en fou secretari a partir de 1730. Va cuidar de l'educació dels quatre primers fills del conestable un dels quals va ser després cardenal. Abans havia estat secretari algun temps de Llorenç Tomàs i Costa agent a Roma de l'emperador Carles. Durant les turbulències de la Guerra de la Independència Espanyola es van perdre els manuscrits que conservava la casa de Torres. Va morir prop de la vuitantena i fou enterrat a la sepultura de la casa de Colonna.
La correspondència epistolar de Joan Torres l'arranjà l'arquebisbe Amat posant diverses notes curioses, especialment a diversos espanyols expatriats per haver seguit el partit de l'arxiduc d'Àustria que va competir amb Felip V la corona d'Espanya. Va escriure en català:
- «la vida y heroicas virtuts de Benedicto XIII» que Torres i Amat escriu que en conservava una còpia a la seva casa paterna a Sallent on es diu que el Pare Lapeyra de l'església de Sant Felip Neri de Barcelona tenia una relació en castellà d'aquesta vida.
- «Observación sobre la Crusca Provençala estampada en Roma aquest present any 1724». L'esborrany original li va donar l'autor a Bastero, entre els manuscrits es troba a la biblioteca del P. M. Izquierdo, que fou provincial dels agustins a Barcelona. «Vida de S. Víctor en catalá», que va enviar a Sallent amb les relíquies del sant que es veneren en aquesta vila.
- «La vida y peregrinació de D. Francisco Brufill de Berga» existia a la biblioteca del P. M. Izquierdo a Barcelona.